# بیمارستان حشمتیه
بیمارستان حشمتیه اولین بیمارستان خراسان بزرگ و یکی از اولین بیمارستان‌های ایران است که در سال ۱۲۹۸ هجری خورشیدی با همت مردم و مسوولان وقت و به ویژه دکتر قاسم غنی پزشک، ادیب و سیاستمدار مشهور دوران معاصر با ظرفیت ۱۱۰ تخت ثابت در سبزوار تأسیس شد.

## سردر قدیمی بیمارستان
سردر بیمارستان حشمتیه یکی از آثار ارزشمند به جای مانده معماری سبزوار در اوایل دوره پهلوی است. این بیمارستان براساس سند وقفنامه که رونوشت آن در فصل اول و صفحه هفتم از کتاب «معماری و معماران سبزوار» موجود است، توسط دکتر قاسم غنی در اواخر دوره قاجار ساخته شده و به احترام هادی خان سالار حشمت حاکم وقت سبزوار، به عنوان حشمتیه نامگذاری شده‌است.
تنها اثر باقی‌مانده از بنای قدیم این بیمارستان، سردر جنوبی آن است که دارای گره چینی با آجر رنگی است که یکی از تزئینات آجری معماری ایرانی است.
این سردر در خیابان نواب صفوی یا همان خیابان سینما (خیابان دکتر غنی) و در انتهای کوچه نواب ۴ می‌باشد.

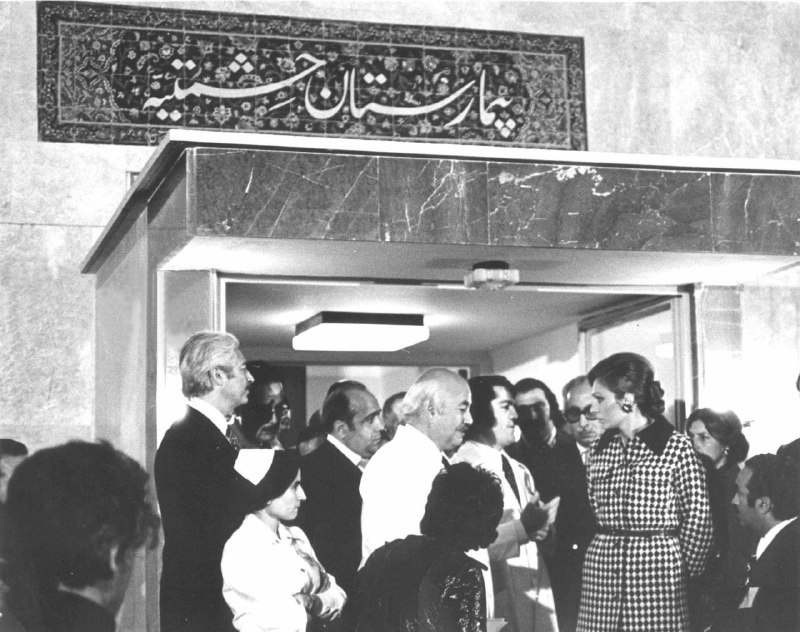
بازدید فرح پهلوی از بیمارستان

## توریسم درمانی
بیمارستان حشمتیهٔ سبزوار سرمایه‌گذاری گسترده‌ای برای جذب توریسم درمانی کرده‌است.